# تشاك جيرارد
تشاك جيرارد (بالإنجليزية: Chuck Girard) هو موسيقي أمريكي، ولد في 27 أغسطس 1943 في لوس أنجلوس في الولايات المتحدة.

## وصلات خارجية
- تشاك جيرارد على موقع ميوزك برينز (الإنجليزية)
- تشاك جيرارد على موقع ديسكوغز (الإنجليزية)